# Doppelblüte
Die Doppelblüte (Disanthus cercidifolius) ist einen Pflanzenart aus der Gattung Disanthus in der Familie der Zaubernussgewächse (Hamamelidaceae). Sie kommt in Japan und im südöstlichen China vor.

## Beschreibung

### Vegetative Merkmale
Die Doppelblüte wächst als laubabwerfender Strauch bis über 3 Meter hoch.
Die wechselständigen, einfachen Laubblätter sind gestielt. Die leicht ledrigen, matt hellgrünen Blätter sind bis etwa 11 Zentimeter lang, ganzrandig, kahl, spitz bis stumpf oder abgerundet und manchmal eingebuchtet und mehr oder weniger herzförmig bis seltener breit-dreieckig. Die Nervatur ist handförmig. Die größeren Nebenblätter sind abfallend. Die schöne Herbstfärbung reicht von gelb, orange über purpur bis rot.

### Generative Merkmale
Die leicht unangenehm riechenden Blüten erscheinen paarig, Rücken an Rücken, und achselständig an einem kurzen Blütenstandsstiel. Es sind meist kahle Trag- und Deckblätter vorhanden. Die kleinen, roten, zwittrigen und sitzenden Blüten sind fünfzählig mit doppelter Blütenhülle. Die kleinen, dachigen und häutigen Kelchblätter sind kurz verwachsen mit zurückgelegten Zipfeln, der kleine, breite, flache Blütenbecher ist außen bräunlich behaart. Die bis 7 Millimeter langen, ausladenden Petalen sind schmal-eilanzettlich mit zwei Nektarien an der Basis. Die fünf Staubblätter sind kurz, mit roten Staubbeuteln. Der zweikammerige, -teilige Fruchtknoten ist fast oberständig mit zwei minimalen Griffeln mit winzigen Narben.
Es werden mehrsamige und lokulizidale, ledrig-holzige, 1,2–1,4 Zentimeter groß, herzförmige Kapselfrüchte am Blütenbecher gebildet. Die bis 7 Millimeter großen, glänzenden, ellipsoiden bis eiförmigen Samen sind schwarz.
Die Art blüht im Oktober bis November (Dezember; in südlichen Gebieten), wenn die Vorjahresfrüchte reifen und die Blätter die Herbstfärbung annehmen.

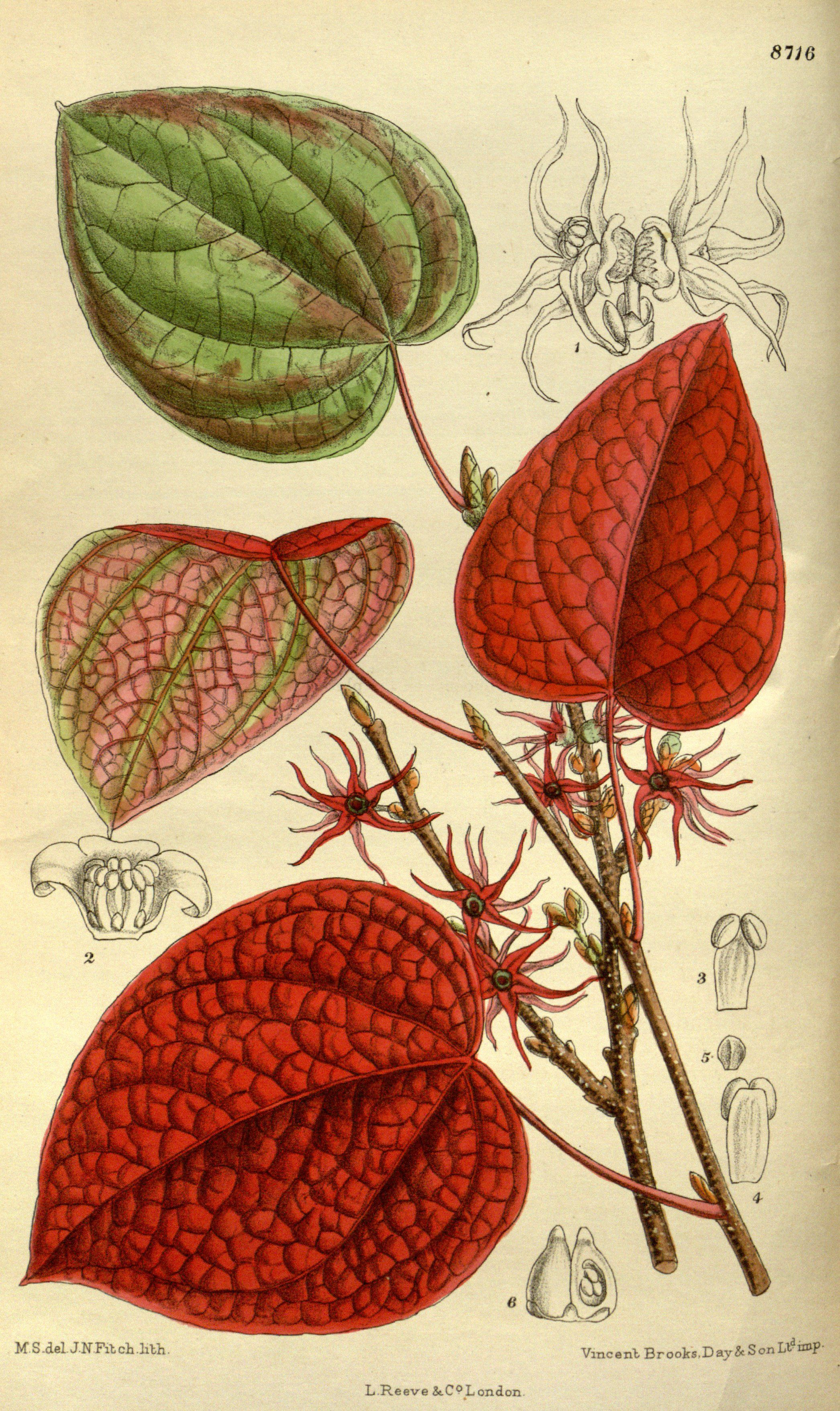
Illustration
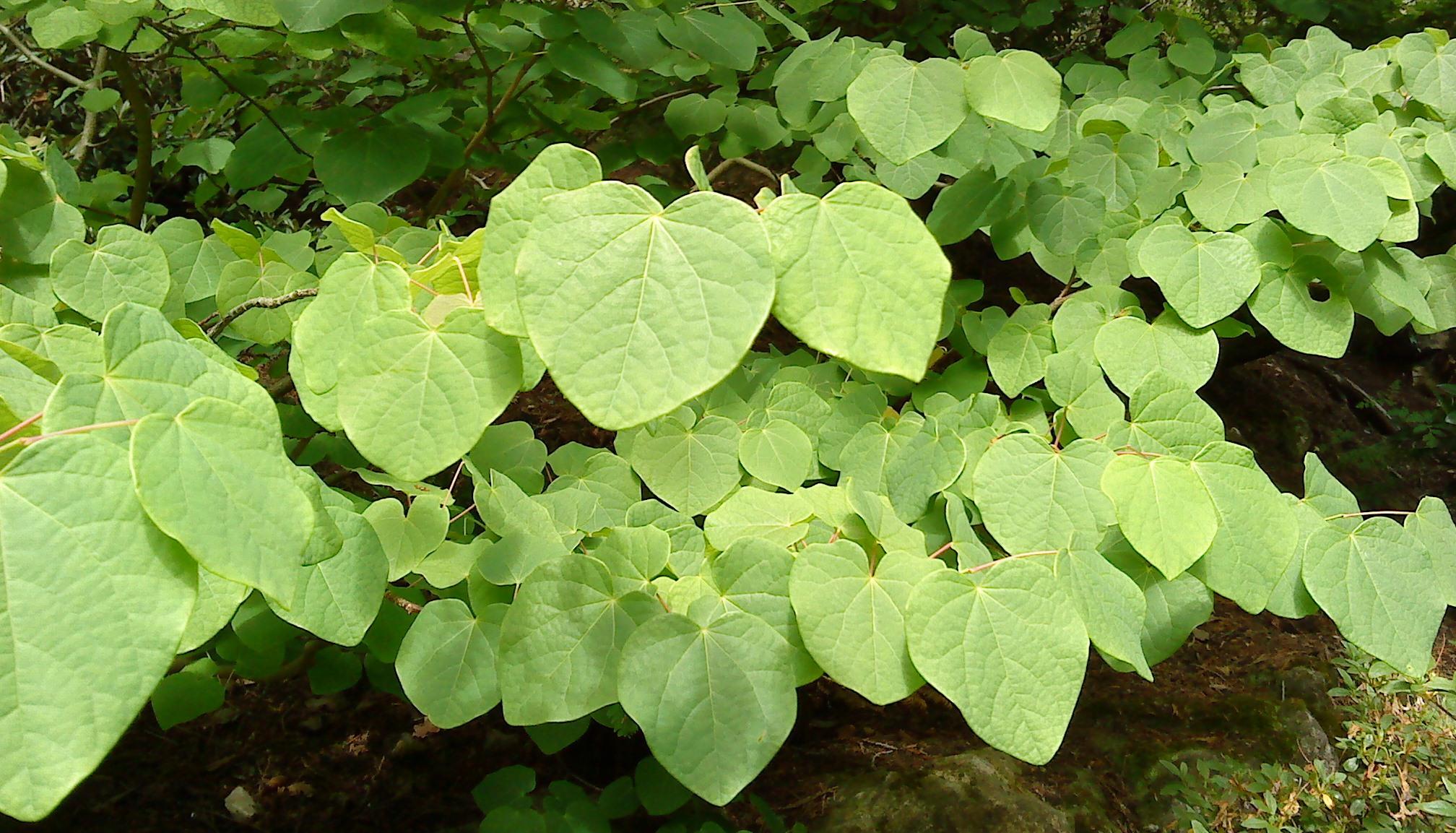
Blätter
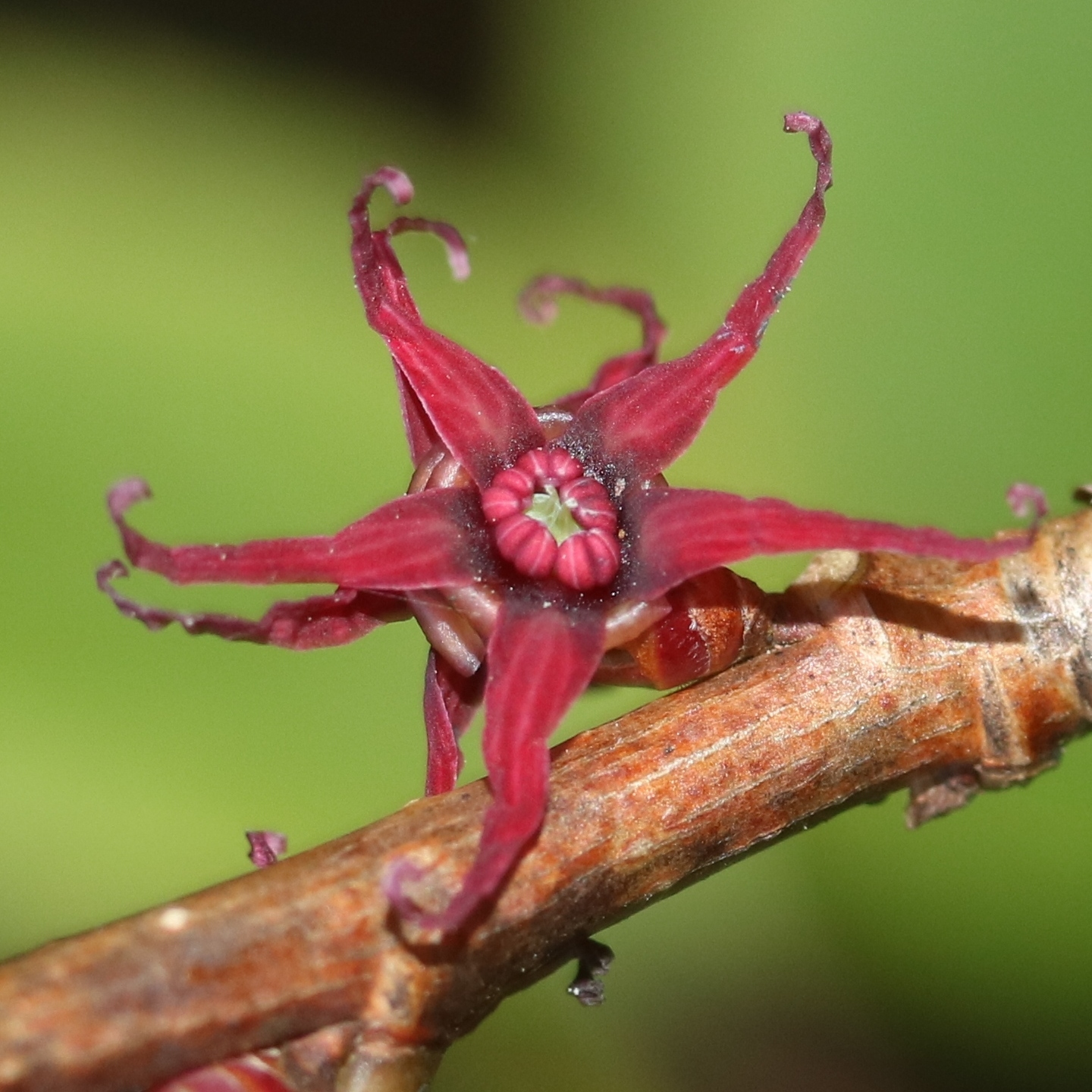
Blüte
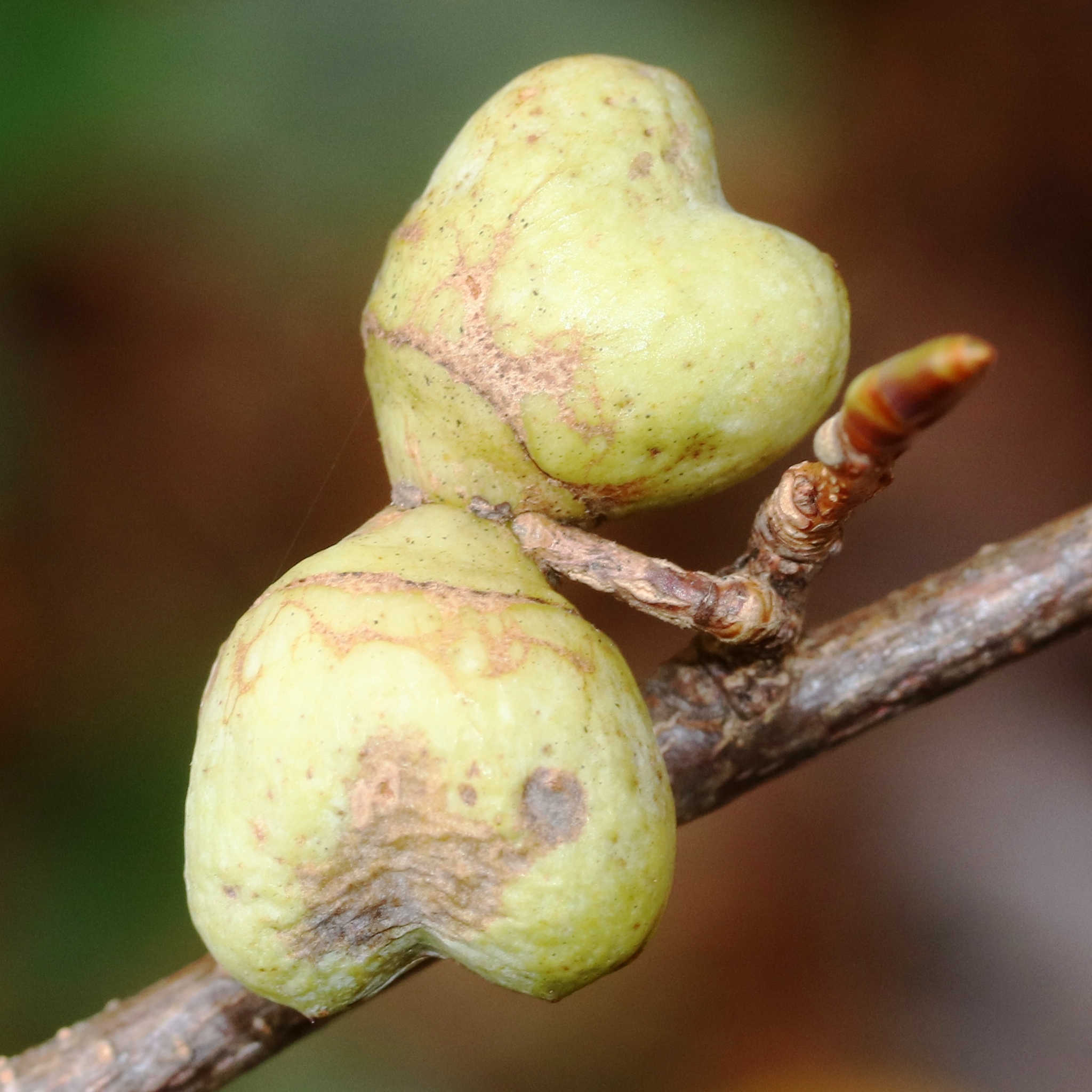
Junge Früchte
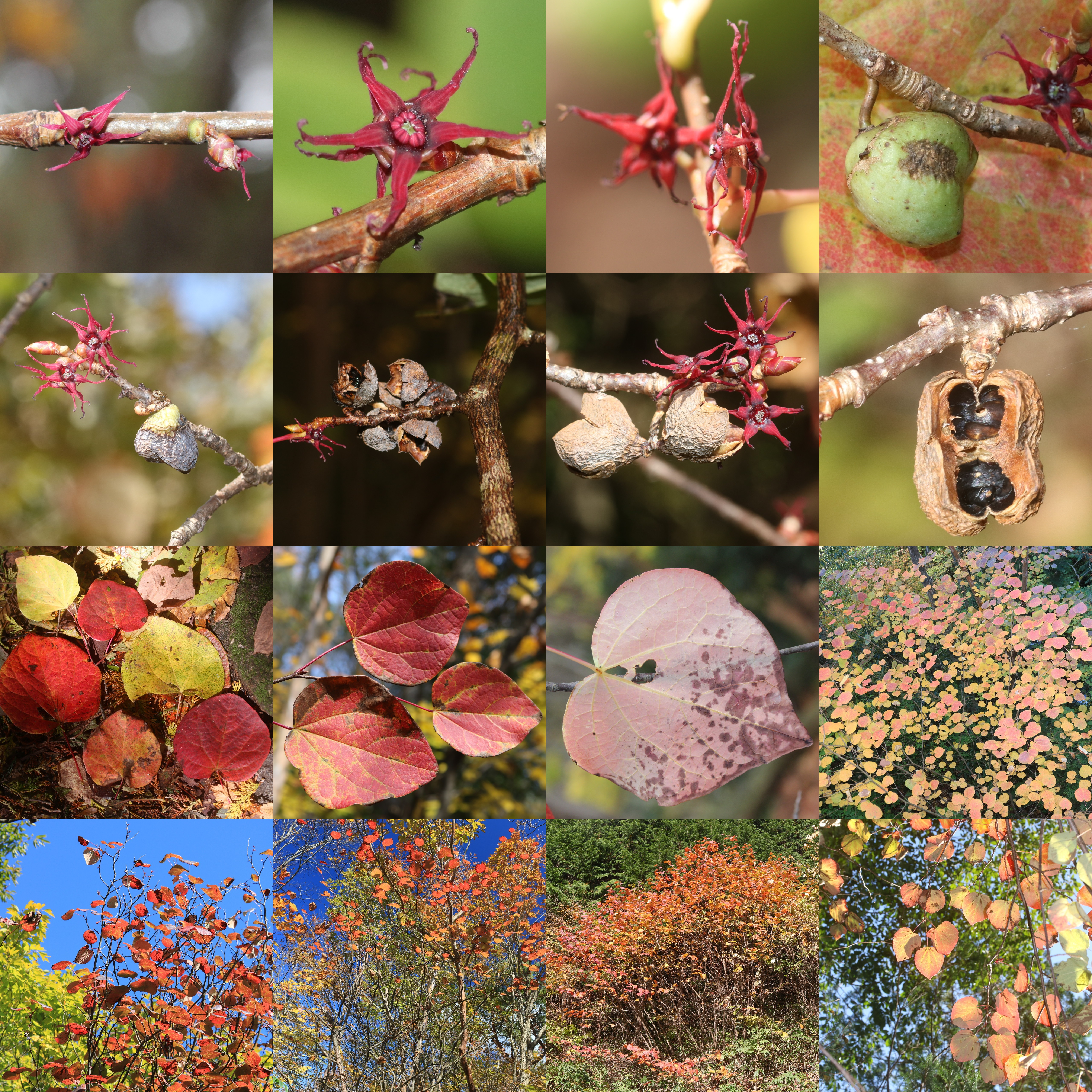
Disanthus cercidifolius